# Flüsse in Frankfurt am Main

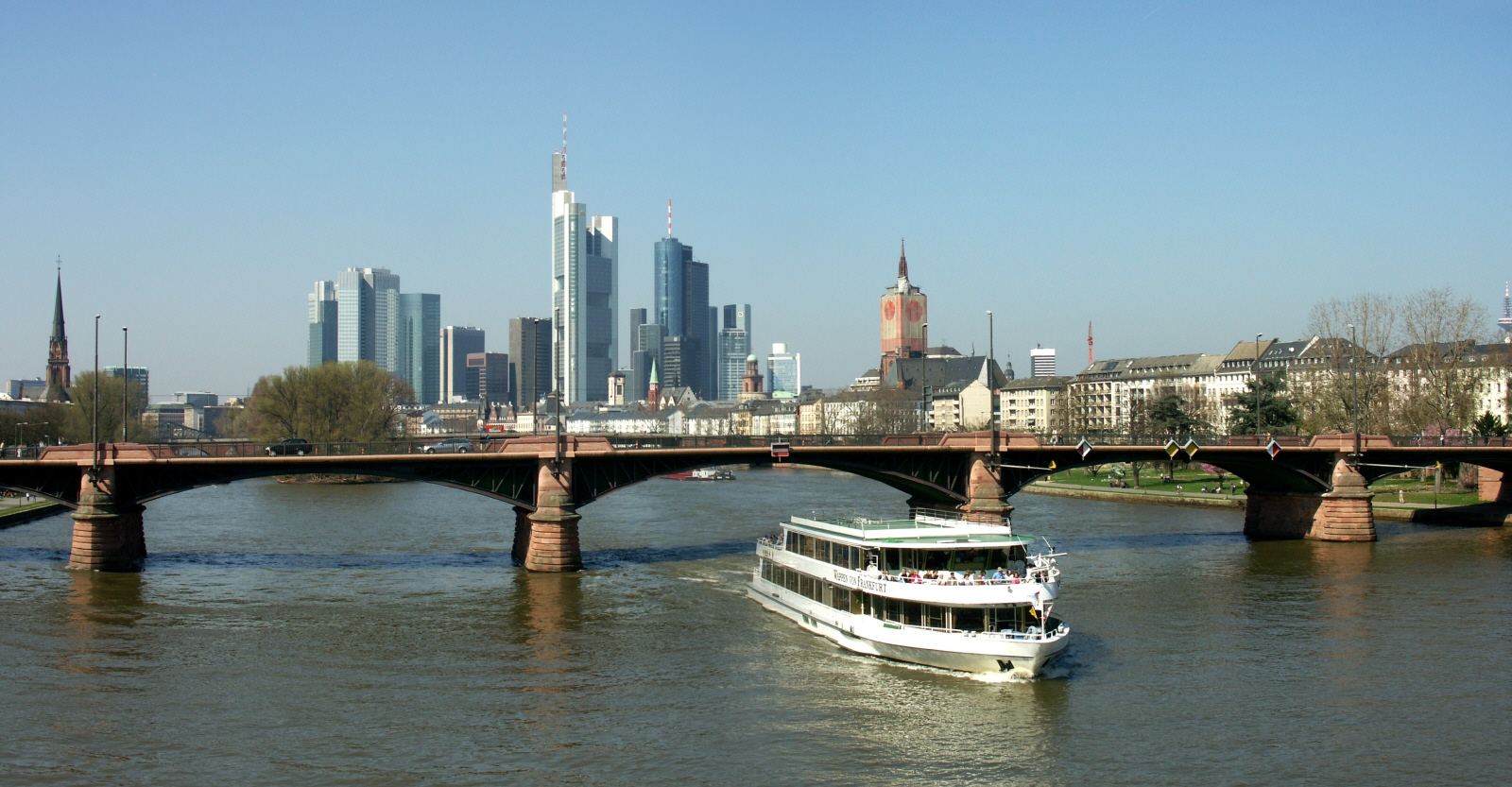
Die Wappen von Frankfurt unterquert die Ignatz-Bubis-Brücke

Durch Frankfurt am Main verläuft als Hauptstrom und Bundeswasserstraße der Main, in den – aus der Wetterau kommend – die Nidda mündet. Außerdem gibt es im Stadtgebiet über 25 weitere Bäche und Gräben. Im Laufe der Zeit sind an den Gewässern viele Bauwerke wie Brücken, Mühlen, Schleusen, Wehre und Häfen entstanden.

## Der Main
Frankfurts Hauptstrom ist der Main. Durch ihn ist Frankfurt erst entstanden und groß geworden. Er durchfließt die Stadt in Ost-West-Richtung, teilt sie also in einen nördlichen und einen südlichen Teil (frankfurterisch: Hibbdebach und Dribbdebach = Dies- und jenseits des Bachs).

### Stadtteile am Main

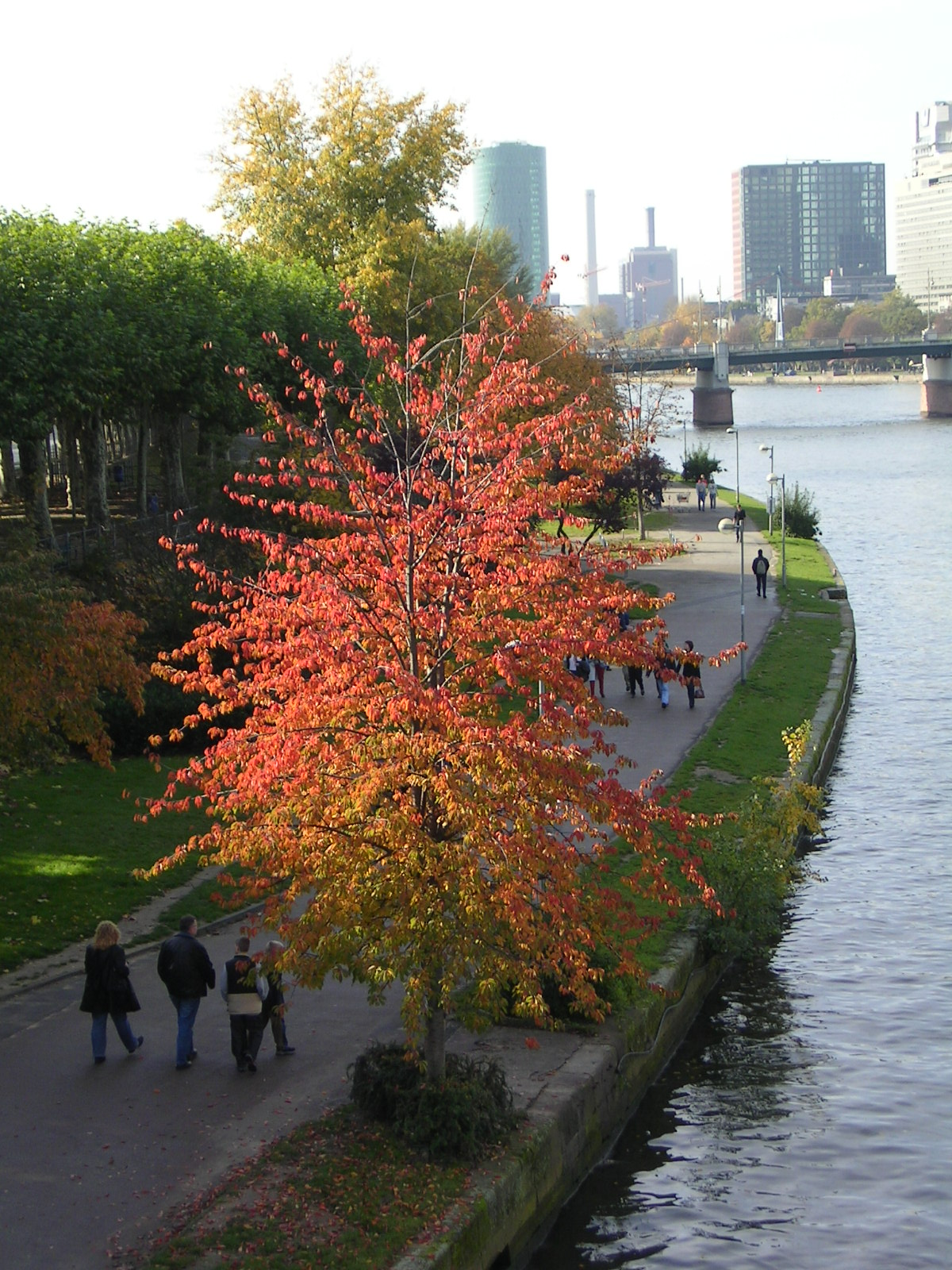
Sachsenhäuser Mainufer im Herbst

Der Main erreicht das Frankfurter Stadtgebiet bei Stromkilometer 46,5 in Höhe der Mainkur. Bis unterhalb der Staustufe Offenbach bei Stromkilometer 38,5 bildet der Talweg die Stadtgrenze zwischen Frankfurt am Main und Offenbach am Main. Von hier fließt der Main durch Frankfurter Stadtgebiet bis Stromkilometer 21,8 im Industriepark Höchst. Weiter flussabwärts bildet er die Stadtgrenze zu Kelsterbach bis Stromkilometer 19,8, wo er das Frankfurter Stadtgebiet verlässt.
Am Mainufer liegen (in Flussrichtung; Nachbargemeinden in Klammern):
| Linkes Ufer         |                     | Rechtes Ufer |
| (Offenbach am Main) |                     | Fechenheim   |
| (Offenbach am Main) | Ostend              |              |
| Oberrad             |                     |              |
| Sachsenhausen       |                     |              |
|                     | Innenstadt          |              |
|                     | Altstadt            |              |
|                     | Innenstadt          |              |
|                     | Bahnhofsviertel     |              |
|                     | Gutleutviertel      |              |
| Niederrad           |                     |              |
| Schwanheim          |                     |              |
|                     | Griesheim           |              |
|                     | Nied                |              |
|                     | Höchst              |              |
|                     | Sindlingen / Höchst |              |
| (Kelsterbach)       |                     |              |
|                     | Sindlingen          |              |

### Mainufer

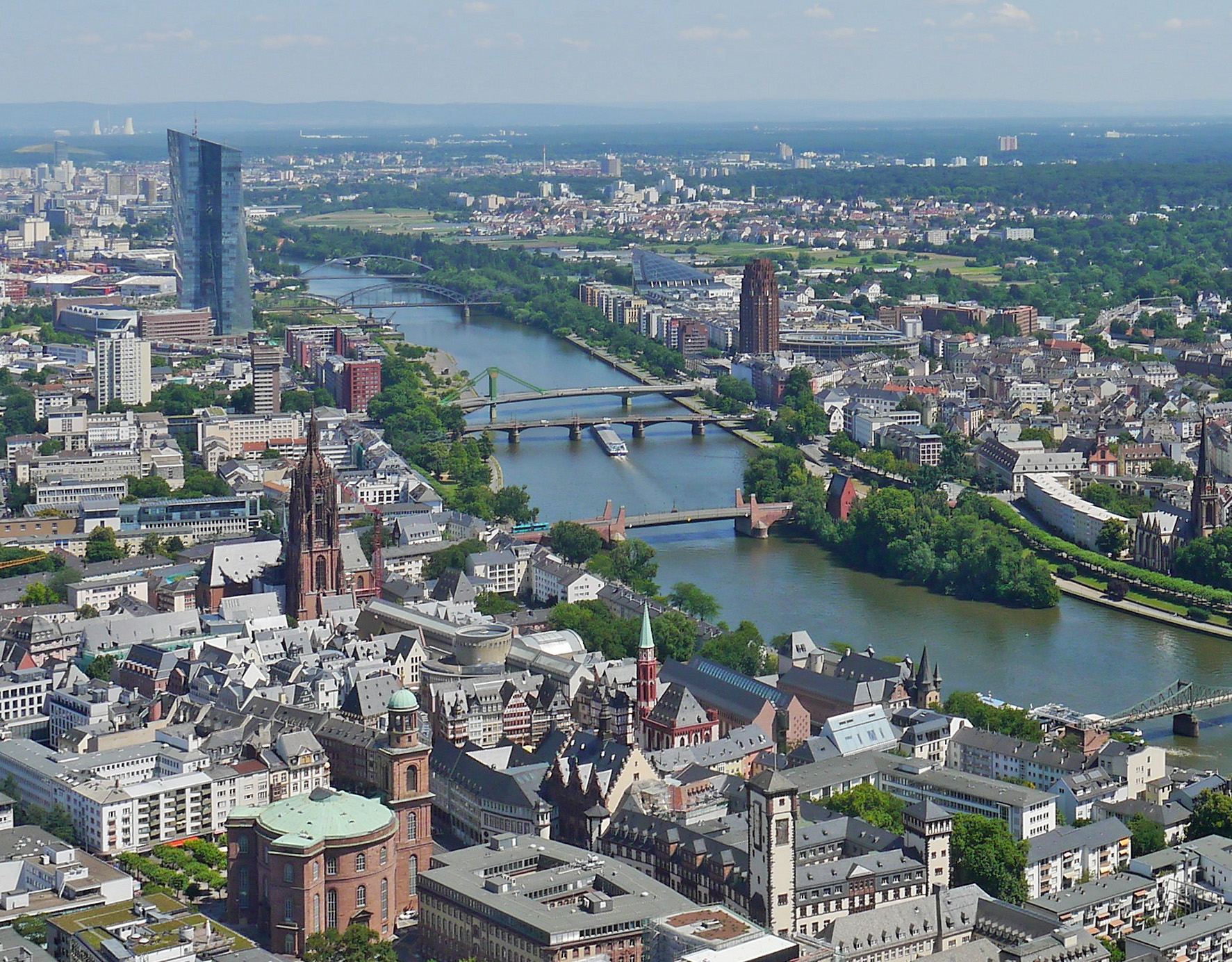
Der Main in der Frankfurter Innenstadt

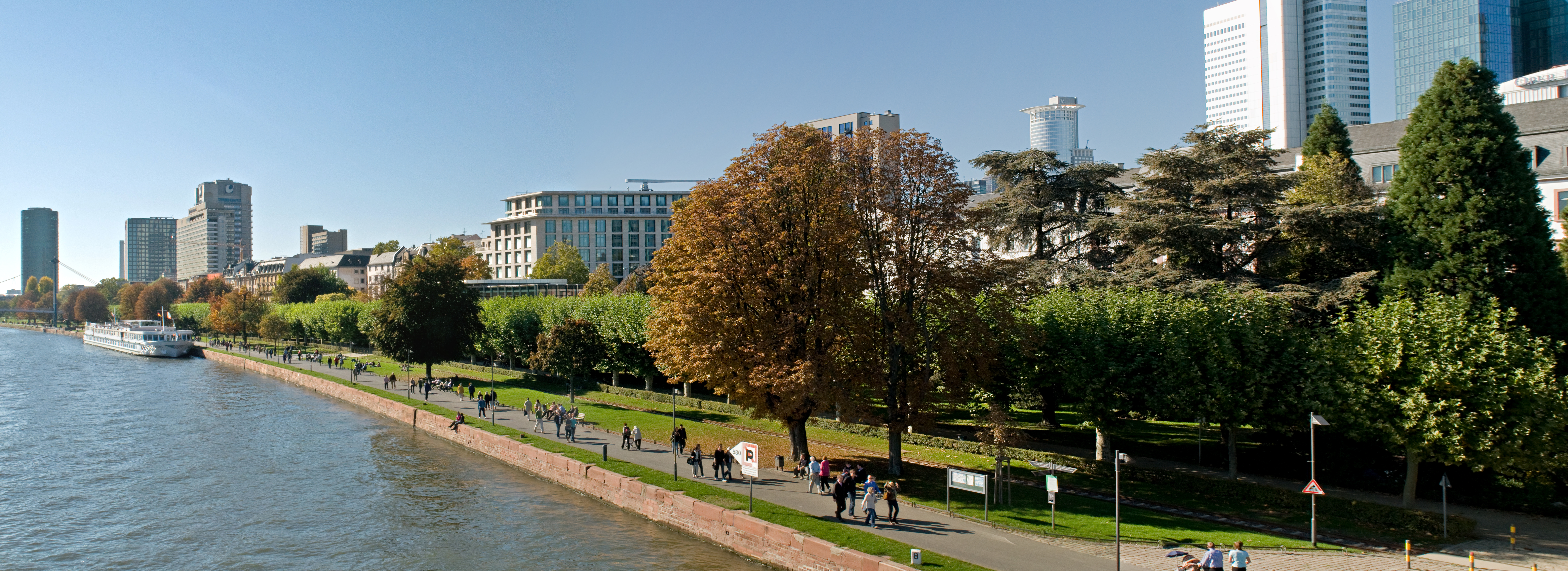
Nizza am Untermainkai

Auf dem größten Teil der über 26 Stromkilometer im Stadtgebiet sind die Ufer öffentlich zugänglich. Lediglich im Bereich des Osthafens und des Flußhafens Gutleutstraße am rechten Ufer und im Industriepark Höchst an beiden Ufern sind die Uferwege unterbrochen. Am linken Ufer ist der Main-Radweg ausgeschildert. Ein Teil der Mainufer, insbesondere im Bereich des Mainbogens im Osten sowie der Schwanheimer Düne und der Wörthspitze im Westen, gehört zum Landschaftsschutzgebiet Frankfurter Grüngürtel. Aber auch außerhalb davon dienen große Teile der Mainufer mit ihren Promenaden und Grünanlagen als Erholungsgebiete. Einige ehemalige Industriegebiete wurden seit den 1980er Jahren umgestaltet, beispielsweise der ehemalige Schlachthof zum Deutschherrnviertel und der 1995 aufgegebene Westhafen.
Auf dem etwa vier Kilometer langen Abschnitt zwischen Deutschherrnbrücke und Main-Neckar-Brücke durchquert der Main die dichtbebaute Frankfurter Innenstadt. Auf beiden Ufern verläuft ein gemauerter Tiefkai mit einer durchgehenden, etwa 30 Meter breiten Grünanlage, dem Mainuferpark. Die traditionellen Namen der einzelnen Abschnitte des Tiefkais stammen aus der Zeit der Flößerei, als diese Ufermauern als Schiffslände genutzt wurden. Am Sachsenhäuser Ufer sind dies
- Schlachthofwerft zwischen Deutschherrnbrücke und Flößerbrücke, nach dem von 1882 bis 1885 erbauten städtischen Schlachthof
- Deutschherrnwerft zwischen Flößerbrücke und Alter Brücke, nach dem Deutschordenshaus am Sachsenhäuser Mainufer
- Dreikönigswerft zwischen Alter Brücke und Eisernem Steg, nach der Dreikönigskirche
- Schifferwerft zwischen Eisernem Steg und Untermainbrücke, nach der Schifferstraße
- Städelwerft zwischen Untermainbrücke und Friedensbrücke, nach dem Kunstmuseum Städel

Der Tiefkai unterhalb des Theodor-Stern-Kais zwischen Friedensbrücke und Main-Neckar-Brücke wurde erst 2002/2003 angelegt. Er trägt keinen Namen.
Das rechte Mainufer ist zwischen Osthafen und Westhafen ebenfalls durch Kaimauern befestigt:
- Ruhrorter Werft zwischen Honsellbrücke und Deutschherrnbrücke, nach dem bedeutenden Binnenhafen Ruhrort
- Weseler Werft zwischen Deutschherrnbrücke und Ignatz-Bubis-Brücke, nach der Stadt Wesel am Niederrhein
- Fischerfeldwerft zwischen Ignatz-Bubis-Brücke und Alter Brücke, nach einer hier bis Ende des 18. Jahrhunderts bestehenden sumpfigen Niederung am Mainufer,
- Fahrtorwerft am Mainkai, dem ältesten Frankfurter Hafen und Anlegeplatz, nach dem 1840 abgerissenen Fahrtor
- Leonhardswerft zwischen Eisernem Steg und Untermainbrücke, nach der Leonhardskirche und dem Leonhardstor
- Nizzawerft am Untermainkai, nach der Grünanlage Nizza (Frankfurt am Main)
- Antwerpener Werft oberhalb des Westhafens, nach der Hafenstadt Antwerpen

Die Kaimauern im Osthafen tragen die Namen von Rheinhäfen, nämlich Duisburger Werft, Uerdinger Werft, Neusser Werft, Kölner Werft, Mainzer Werft, Ludwigshafener Werft, Karlsruher Werft, Mannheimer Werft und Straßburger Werft, und im Westhafen Rotterdamer Werft und Amsterdamer Werft.

### Hochwasserschutz
Während die Tiefkais und die Grünanlagen bei einem Pegelstand ab etwa 3,70 Meter überflutet werden und als Hochwasserabflussgebiete dienen, sind die Hochkais in den Häfen und innenstädtischen Bereichen auch für ein Jahrhunderthochwasser ausreichend. Lediglich am Mainkai, dem tiefstliegenden Bereich der Altstadt, ist ein Überschwemmungsgebiet ausgewiesen, das bei einem außergewöhnlichen Hochwasser durch mobile Schutzanlagen vor Überflutungen gesichert werden muss. Außerhalb des Innenstadtbereichs gibt es größere Grünflächen, die bei Hochwasser überflutet werden können.

### Mainquerungen

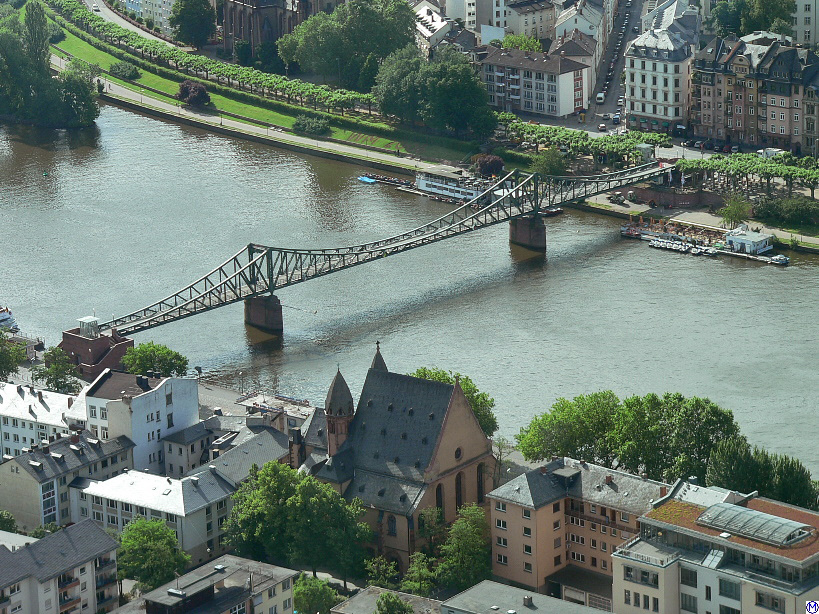
Eiserner Steg

Hauptartikel: Liste der Mainquerungen in Frankfurt am Main
Im Bereich der Frankfurter Altstadt zog sich eine Kalksteinbarriere durch den Main, als Teil einer vom Berger Rücken bis zum Sachsenhäuser Berg verlaufenden geologischen Scholle. Sie bildete in der ansonsten sumpfigen und von zahlreichen Wasserläufen durchzogenen Mainebene eine gute Zugangsmöglichkeit zum Hauptstrom und eine für Personen und Fuhrwerke passierbare Furt. Schon in der Römerzeit liefen in der Niederlassung auf dem Domhügel mehrere Römerstraßen zusammen, welche die Möglichkeit zur Flussüberquerung nutzten. Ob die Römer eine Brücke bauten oder nur die Furt nutzten, ist nach den archäologischen Befunden unklar. Sicher ist, dass die Franken, die seit etwa 530 das Gebiet am Untermain beherrschten, die Furt als wichtigen Handelsweg nutzten, den ihre Handelspartner deshalb mit dem Namen Frankenfurt belegten.
Wann im Mittelalter die erste feste Brücke über den Main geschlagen wurde, ist unsicher; die älteste urkundliche Erwähnung der Mainbrücke stammt aus dem Jahr 1222. Heute zählt man im Innenstadtbereich der Stadt insgesamt neun Brücken. Rechnet man noch die Brücken der äußeren Stadtteile mit, kommt man auf 21 Brücken und Stege.
Erst 1848 folgte weiter westlich im heutigen Gutleutviertel die Brücke für die Bahnstrecke Frankfurt am Main–Heidelberg. Sie wurde 1890 zur Straßenbrücke umgebaut und 1950 als Friedensbrücke neu erbaut. Der 1868/69 als Fußgängerbrücke erbaute Eiserne Steg ist zu einem Wahrzeichen Frankfurts geworden.
Als zweite Straßenbrücke in der Innenstadt von Frankfurt wurde 1872 bis 1874 die Untermainbrücke erbaut, gefolgt von der 1876 bis 1879 errichteten Obermainbrücke (heute Ignatz-Bubis-Brücke).
In Höhe der Stadtteile Griesheim und Ostend gibt es zwei Staustufen – die Staustufe Griesheim und die Staustufe Offenbach. Außerdem verbinden zwei Tunnel die Innenstadt mit Sachsenhausen: 1984 wurde der erste und bisher einzige U-Bahn-Tunnel unter dem Main eröffnet, sechs Jahre später kam der Citytunnel für die S-Bahn hinzu.

### Fähren

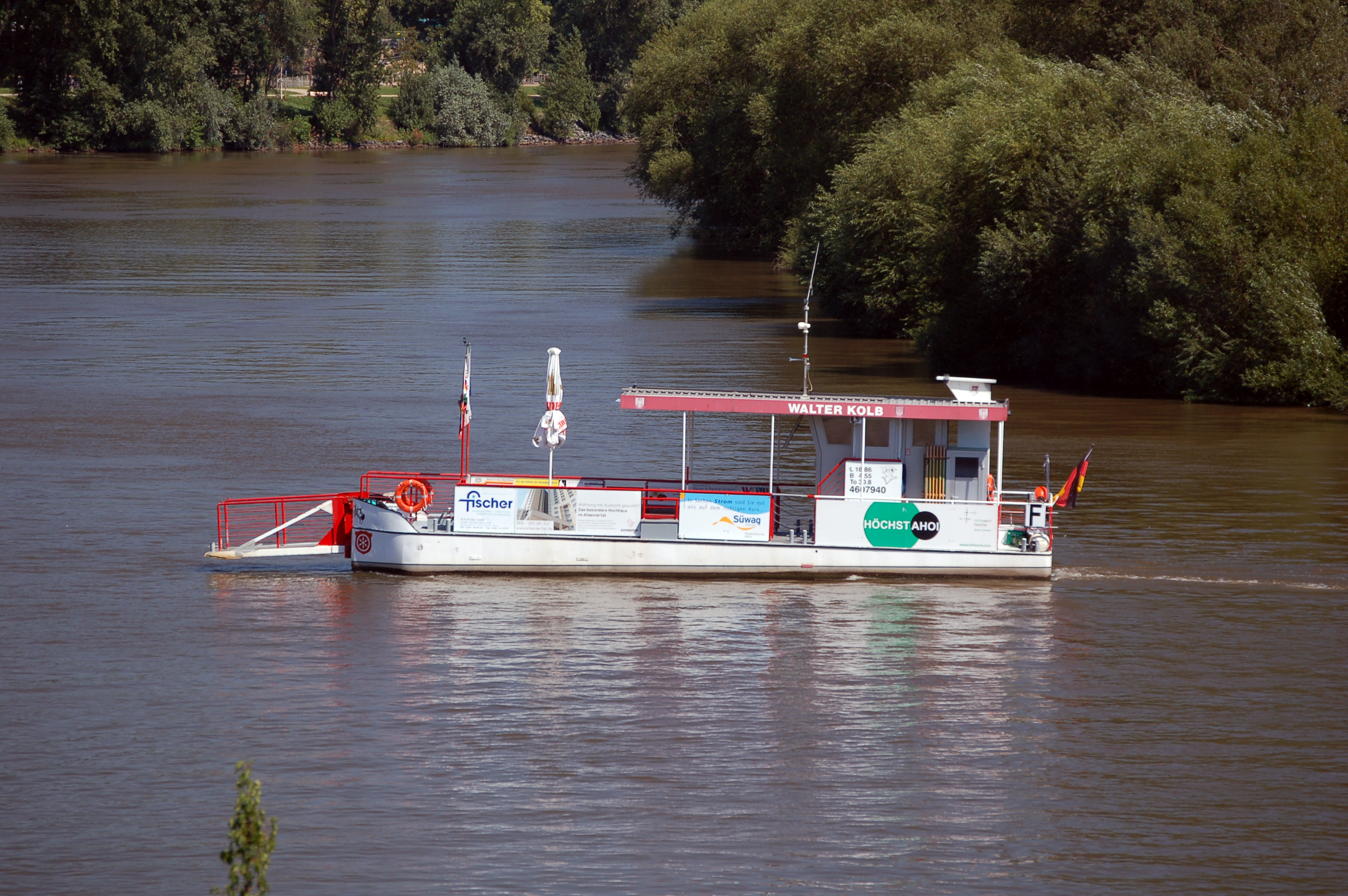
Mainfähre Walter Kolb bei Höchst

Es gibt im Stadtgebiet nur noch eine Mainfähre, die Höchster Fähre Walter Kolb, die von der Höchster Altstadt zum Schwanheimer Unterfeld übersetzt, und die seit der Eröffnung der Leunabrücke nur noch Personen und Fahrräder transportiert.
Bis in die 1960er-Jahre existierte zwischen Fechenheim und Offenbach-Bürgel ein Fährbetrieb mit einer Personenfähre. Außerdem bestand von 1864 bis 1974 eine Fährverbindung mit einer Wagenfähre zwischen Sindlingen und Kelsterbach. Seit 1906 war sie als Hochseil-Gierfähre ausgebaut. Nach einer Schiffskollision am 8. November 1974 wurde der Betrieb eingestellt, da bereits der Bau der Sindlinger Mainbrücke (eröffnet im Jahr 1978) geplant war.
In der östlich angrenzenden Stadt Maintal gibt es nur noch eine Autofähre: Die Mainfähre Rumpenheim zwischen Bischofsheim und Offenbach-Rumpenheim. Die Mainfähre Mühlheim zwischen Dörnigheim und Mühlheim am Main wurde im Jahr 2020 außer Betrieb gestellt.
Am westlichen Rand des Stadtgebiets gibt es eine Personenfähre zwischen Okriftel und Kelsterbach. Der Fährbetrieb der Mainfähre Okriftel findet im Sommerhalbjahr an Wochenenden und Feiertagen statt.

### Häfen

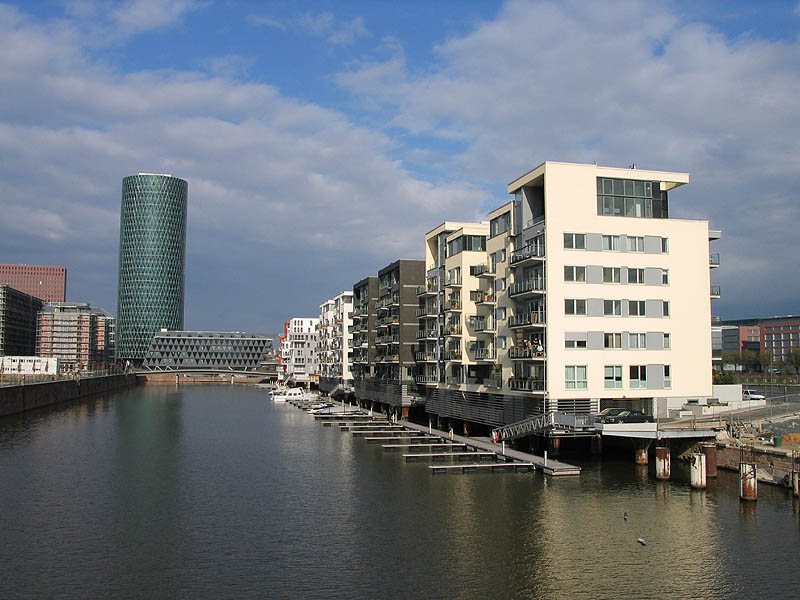
Westhafen

Hauptartikel: Häfen in Frankfurt am Main
Ältester Hafen Frankfurts ist der seit dem Mittelalter genutzte Mainkai zwischen Alter Brücke und Leonhardstor. Im 19. Jahrhundert wurden die Kaianlagen ausgebaut und flussabwärts um den Untermainkai und flussaufwärts um die Schöne Aussicht verlängert. 1882 bis 1886 wurde der Untermain kanalisiert und für große Rheinschiffe schiffbar gemacht. Der 1886 eröffnete Westhafen mit seinen modernen Lager- und Umschlageinrichtungen brachte einen enormen Aufschwung für den Hafenbetrieb. Die Inbetriebnahme des 1908 bis 1912 erbauten Osthafens und der damit verbundenen Industrie- und Gewerbegebiete schuf die Voraussetzung, dass Frankfurt zum zweitgrößten deutschen Binnenhafen und zu einer bedeutenden Industriestadt wurde.
Trotz Eröffnung des Main-Donau-Kanals ist die Bedeutung der Frankfurter Binnenhäfen seit den 1970er Jahren stark zurückgegangen. Durch ihre zentrale Lage im Stadtgebiet und durch die Attraktivität des Mains als Stadtraum werden Hafenflächen wie in vielen Großstädten der Welt bevorzugt zu neuen Wohnquartieren umgenutzt, ohne dass in Außenbezirken Ersatz geschaffen würde.
Der Westhafen wurde 1995 geschlossen und von 2000 bis 2013 zu einem modernen Büro- und Wohnviertel umgestaltet, während der Osthafen in den letzten Jahren als Containerhafen mit ausgedehnten Gewerbe- und Industriegebiet modernisiert wurde. Er unterteilt sich in einen Ober- und Unterhafen, die beide jeweils aus zwei Becken bestehen, und ist somit der größte Hafen Frankfurts.
Der in den 1960er Jahren angelegte Flusshafen Gutleuthof, benannt nach dem historischen Gutleuthof im Gutleutviertel, ist nach wie vor in Betrieb. Durch eine eigene Hafenbahn werden die Gebiete des Ost-, West- und Gutleuthafens erschlossen und über die Gleise der ehemaligen Verbindungsbahn miteinander verbunden.
Während der Höchster Hafen 1982 stillgelegt wurde, ist der Hafen des Industriepark Höchst weiterhin ein bedeutender Umschlagplatz. Dazu gehört auch der Rhein-Main Container Port.

## Die Nidda

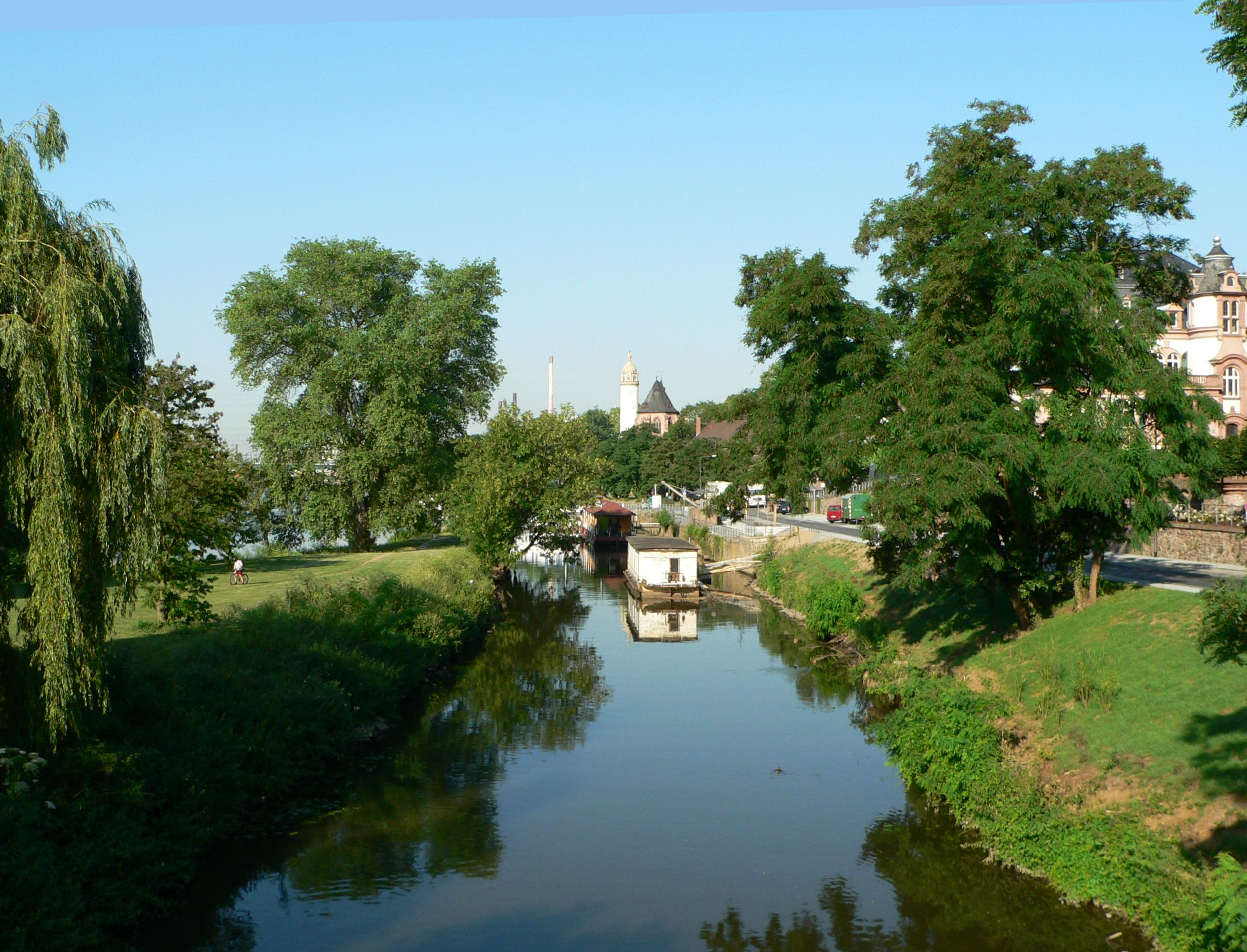
Niddamündung Wörthspitze mit Hausbooten

Die Nidda ist der zweitgrößte Fluss in Frankfurt. Auf einer Länge von rund 18,6 km (von insgesamt etwa 90 km) verläuft sie von Berkersheim bis zu ihrer Mündung in den Main an der Wörthspitze in Nied durch das Stadtgebiet.

### Stadtteile an der Nidda
Die angrenzenden Stadtteile sind (in Flussrichtung; Nachbargemeinden in Klammern):
| Linkes Ufer      |                  | Rechtes Ufer |
| Berkersheim      |                  | (Bad Vilbel) |
| Berkersheim      | Harheim          |              |
| Frankfurter Berg |                  |              |
|                  | Bonames          |              |
|                  | Kalbach-Riedberg |              |
| Eschersheim      |                  |              |
|                  | Niederursel      |              |
|                  | Heddernheim      |              |
| Ginnheim         |                  |              |
| Praunheim        |                  |              |
|                  | Praunheim        |              |
| Hausen           |                  |              |
|                  | Rödelheim        |              |
| Rödelheim        |                  |              |
| Griesheim        |                  | Sossenheim   |
| Nied             |                  | Sossenheim   |
|                  | Höchst           |              |
|                  | Nied             |              |
|                  | Höchst           |              |

### Niddabrücken

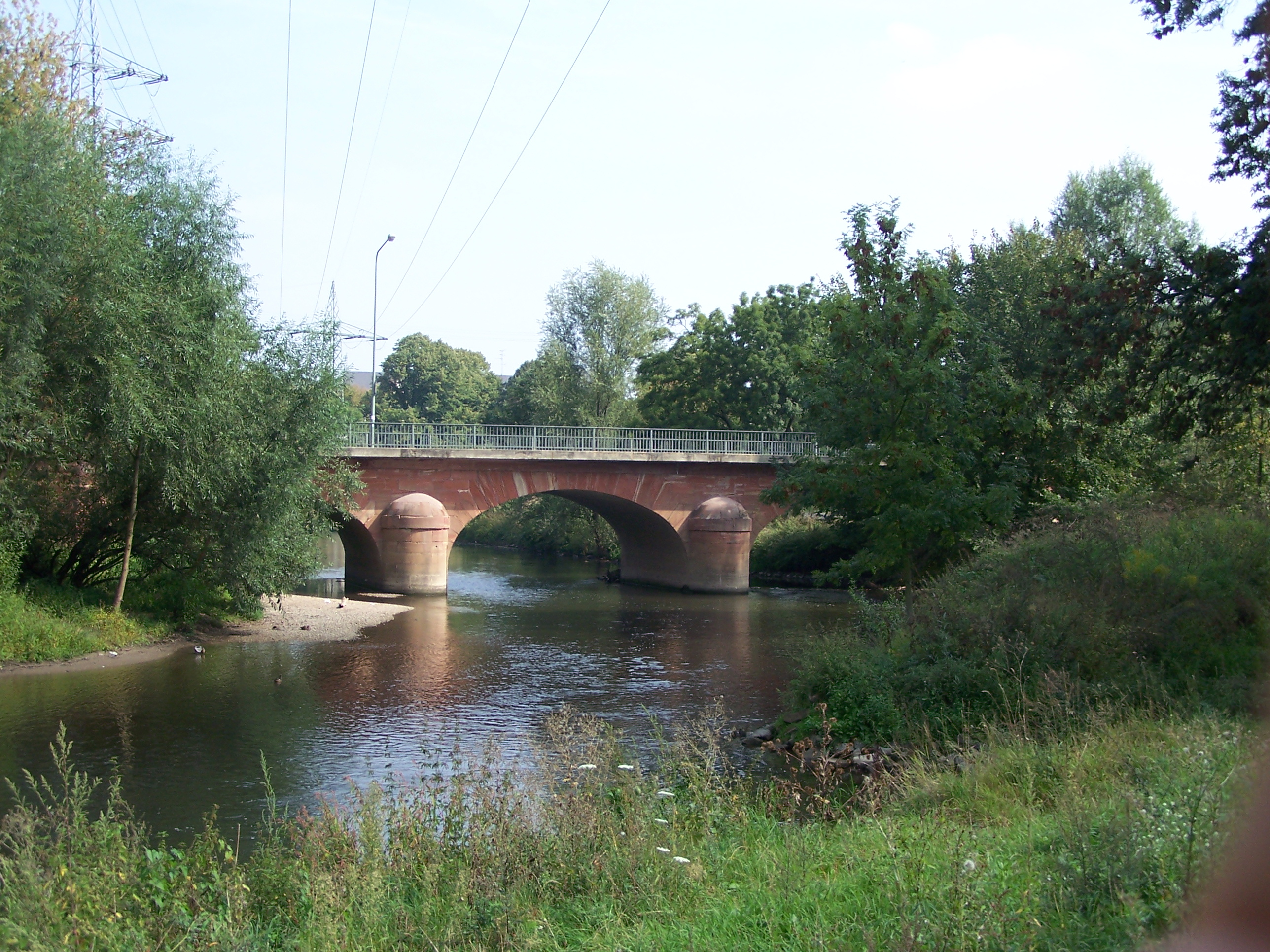
Alte Niddabrücke in Nied

Hauptartikel: Liste der Niddabrücken in Frankfurt am Main
Über die Nidda gibt es in Frankfurt über 40 Brücken. Viele davon sind Fußgängerbrücken, es gibt aber auch vier Autobahn-, drei Eisenbahn- und einige Straßenbrücken. An vielen Bauwerken lässt sich die städtebauliche Entwicklung verfolgen. Früher wie heute überqueren wichtige Verkehrswege die Nidda.
Im Mittelalter wurden die ersten Holzbrücken gebaut. Nachgewiesen sind zwei Brücken in Bonames und Rödelheim, die im 14. Jahrhundert errichtet wurden und zur Sicherung wichtiger Handelswege der Reichsstadt Frankfurt nach Norddeutschland und Köln dienten. 1482 wurde die Bonameser Holzbrücke durch einen Neubau aus Stein ersetzt. Die zuletzt 1894 erneuerte spätklassizistische Brücke der Homburger Landstraße führt heute jedoch nur noch über einen Altarm der Nidda. 1824 wurde die Alte Niddabrücke in Nied erbaut.
Die 1838 errichtete, zur Trasse der Taunusbahn gehörende Eisenbahnbrücke Nied ist die zweitälteste noch genutzte Eisenbahnbrücke Deutschlands. 1903 überquerte mit der Verlängerung zum Rödelheimer Bahn die erste Linie der Frankfurter Straßenbahn die Nidda und 1908 folgte der Bau des heute noch existierenden Trambahnviadukts in Eschersheim. Von der Nachkriegszeit bis in die 1970er-Jahre wurden zahlreiche neue Straßenbrücken errichtet. Die jüngste Brücke, die Robert-Gernhardt-Brücke, wurde 2006 zur Anbindung des renaturierten Alten Flugplatzes Bonames für Fußgänger eröffnet.

### Niddaregulierung: Altarme und Wehre

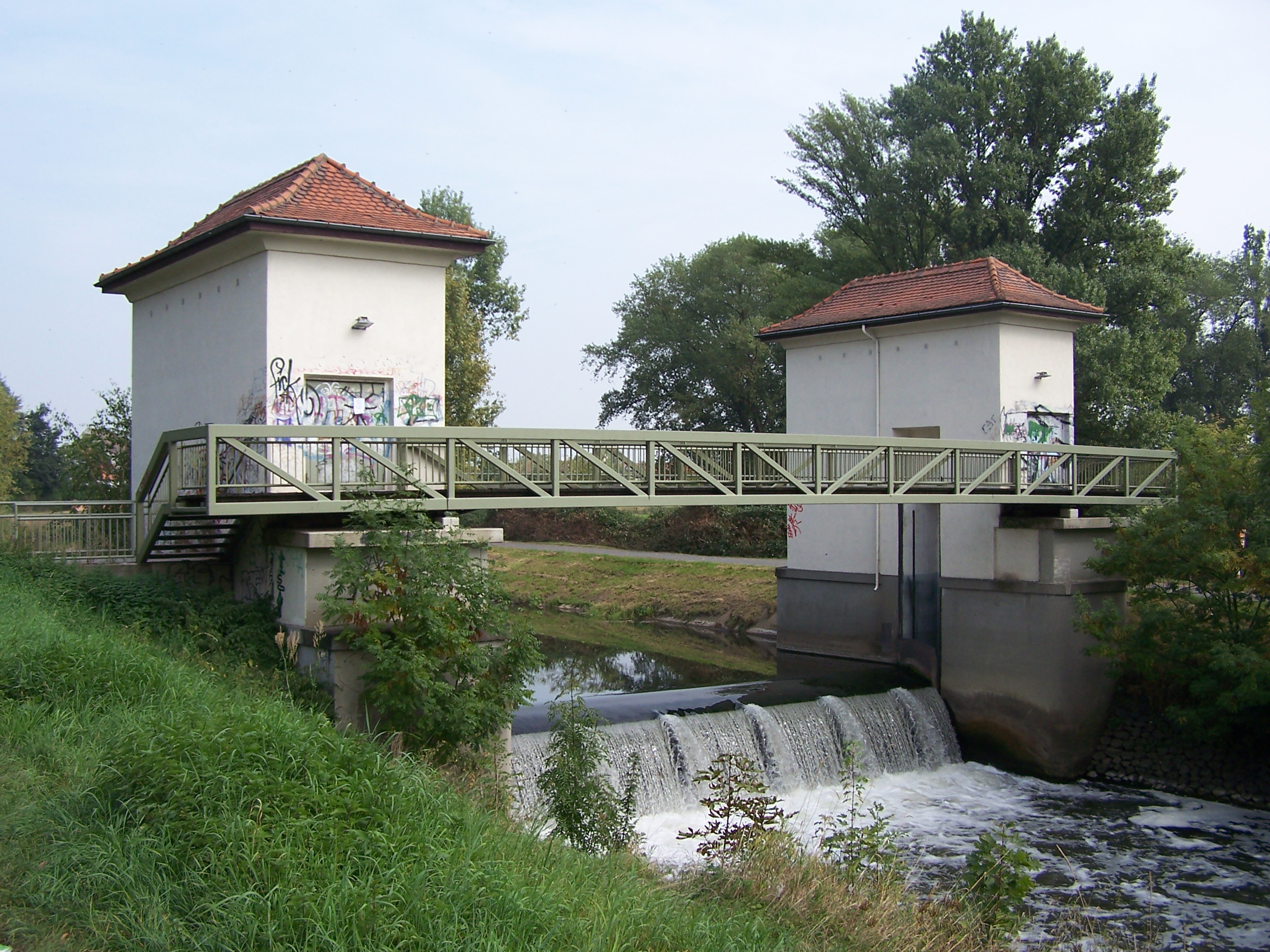
Höchster Wehr

Bis zum ersten Durchstoß einer Flussschlinge in Rödelheim im Jahr 1824 floss die Nidda mäandrierend durch das heutige Frankfurter Stadtgebiet. 1842 folgte der Durchstoß einer zweiten Schleife in Rödelheim, die durch einen 1 km langen geraden Kanal ersetzt wurde.
Ausschlaggebend für die Entstehung vieler Altarme sind Planungen im Rahmen der Eingemeindung der Stadtteile Hausen, Praunheim und Rödelheim im Jahr 1910. Sie wurden regelmäßig überschwemmt und sollten durch einen Ausbau der Nidda vor der Hochwassergefahr geschützt werden. Mit regulierenden Wehren wurde der Wasserstand konstant gehalten und durch eine Begradigung und Verbreiterung des Flusslaufs ein schnellerer Abfluss ermöglicht. Aufgrund des Ersten Weltkriegs wurden die Pläne erst in den Jahren 1926–1931 umgesetzt. Dabei wurden viele Flussschlingen vollkommen von der Nidda abgetrennt.
Viele der abgetrennten Altarme sind heute stehende Gewässer und werden zum Teil von Anglervereinen gehegt. In einigen Altarmen wurden auch Freibadbecken angelegt, wo vorher meist Strandbäder existierten. So sind beispielsweise das leicht gebogene Becken des Brentanobads – nach Angaben der Stadt mit 220 Metern Länge und 50 Metern Breite das größte Schwimmbecken Europas –, das Freibad Eschersheim oder das inzwischen stillgelegte und renaturierte Höchster Freibad Teil des ursprünglichen Niddalaufs. Seit 1993 werden einzelne Altarme wieder naturnah gestaltet und an die Nidda angebunden. Es ist geplant die Niddawehre abzureißen und durch sogenannte raue Rampen zu ersetzen, um die derzeitige ökologische Isolation der Nidda aufzuheben und sie für Fische wieder durchgängig zu machen.

### Grüngürtel

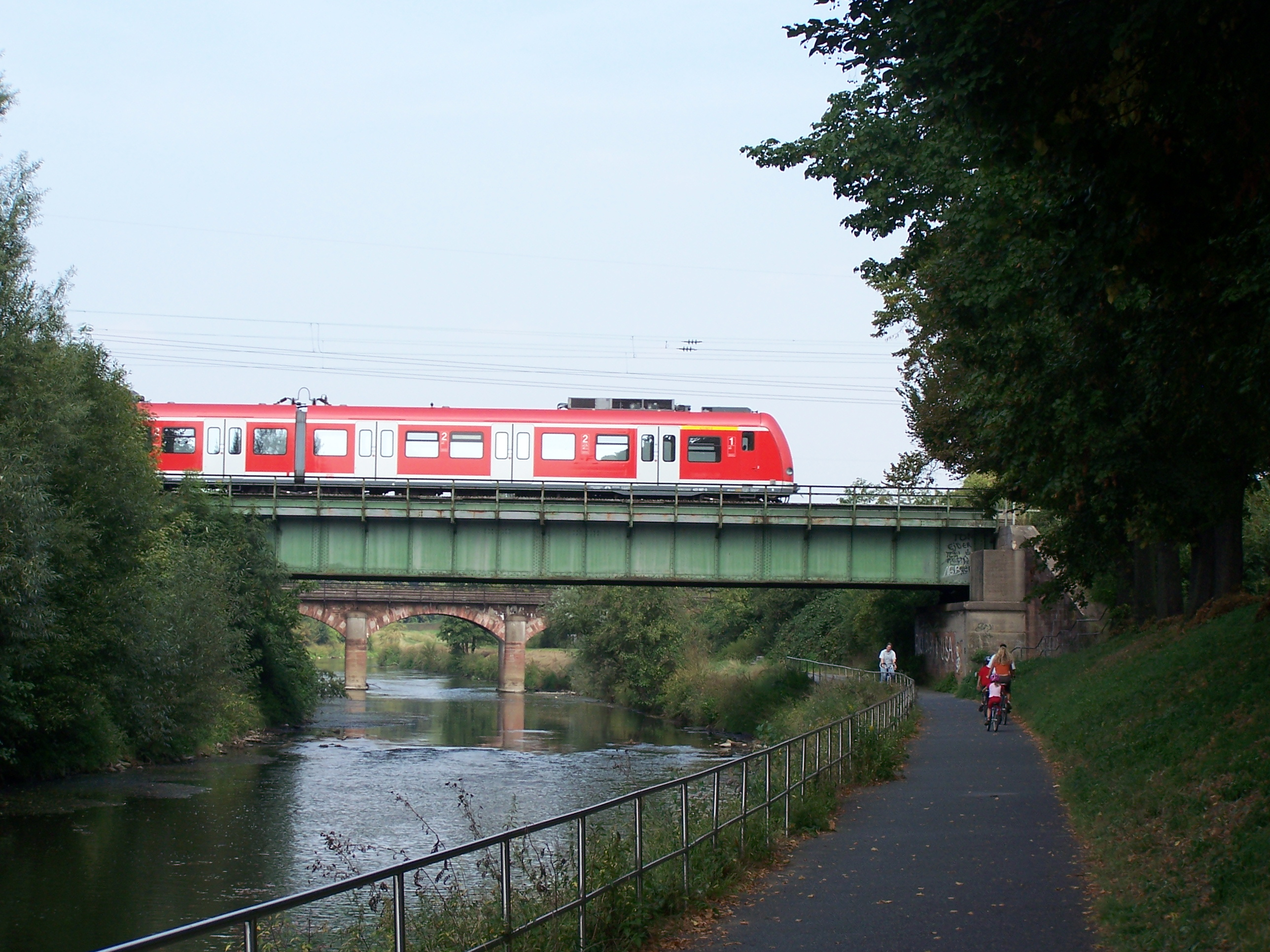
Nidda-Radweg in Nied

Hauptartikel: Frankfurter Grüngürtel
Der komplette Verlauf der Nidda inklusive ihrer Auengebiete liegt im Grüngürtel und gilt daher als Naherholungs- und Landschaftsschutzgebiet. In den Auwäldern und Vogelschutzgebieten haben sich zahlreiche Tierarten angesiedelt. Die angrenzenden Parkanlagen und Grünflächen bieten viele Möglichkeiten der Erholung und Freizeitgestaltung. Die Uferwege sind ausgebaut und eignen sich für Spaziergänge und Fahrradtouren. Unter anderem verläuft hier der ausgeschilderte Wander- und Radrundweg sowie die Apfelwein- und Obstwiesenroute.

## Weitere Flüsse

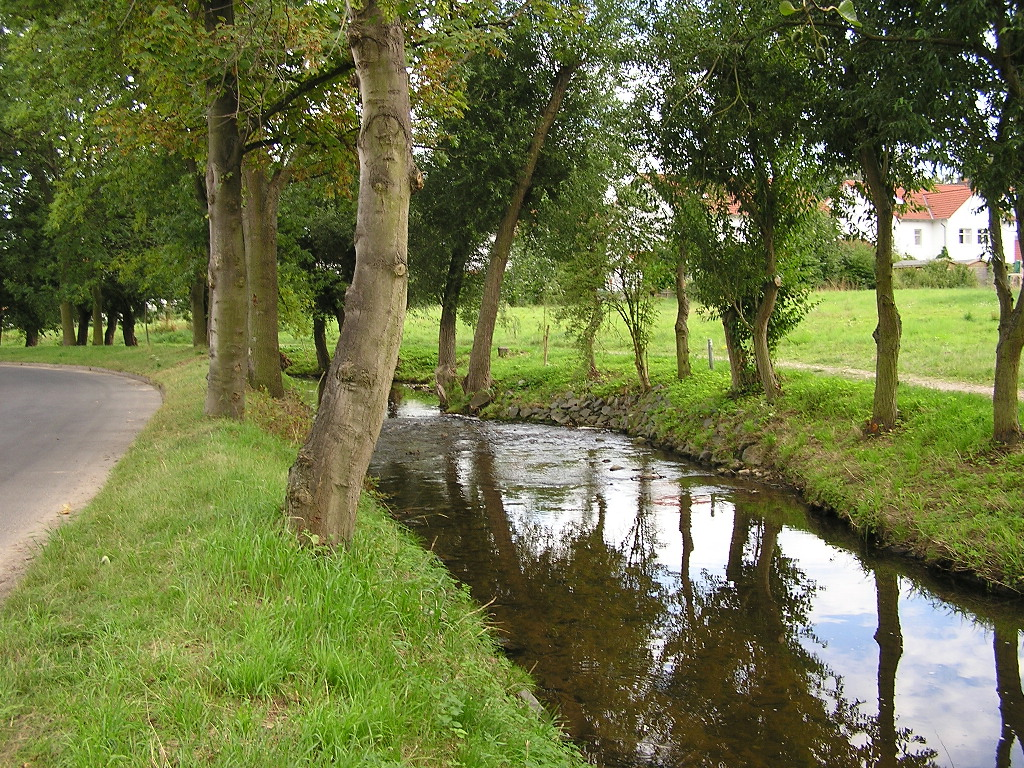
Der Eschbach

Neben dem Main und der Nidda gibt es zahlreiche weitere Bäche und Gräben, die durch Frankfurt fließen. Viele entspringen im Taunus und münden in den westlichen und nördlichen Stadtteilen in den Main oder die Nidda. Einige der Stadtteile – zum Beispiel Nieder-Eschbach und Nieder-Erlenbach – sind nach diesen Gewässern benannt. Zahlreiche weitere kleine Bäche und Gräben entspringen im Stadtgebiet und am südlichen und östlichen Stadtrand. Sie führen jedoch oft nicht ganzjährig Wasser.
| Name                                      | Verlauf Stadtteil der Flussmündung hervorgehoben, Nachbarorte in Klammern         | Länge in Frankfurt Gesamtlänge in Klammern | Bemerkungen |
| Mainzuflüsse                              | Mainzuflüsse                                                                      | Mainzuflüsse                               | Mainzuflüsse |
| ----------------------------------------- | --------------------------------------------------------------------------------- | ------------------------------------------ | --- |
| Enkheimer Mühlbach                        | Bergen-Enkheim                                                                    | 180 m                                      | Früher trieb der aus mehreren Quellen unterhalb des Heinrich-Bingemer-Weges entstehende Bach die Enkheimer Mühle an – ein heute mehr als 275 Jahre altes und unter Denkmalschutz stehendes Fachwerkhaus. Heute mündet der nur noch zeitweilig wasserführende Graben in die Kanalisation. Der Enkheimer Mühlbach ist eine der Stationen des Quellenwanderwegs im Frankfurter Grüngürtel. |
| Goldbach                                  | Sachsenhausen-Nord, Oberrad                                                       | 1,4 km                                     | Der Goldbach entspringt unterhalb des Mühlbergs und ist die Hauptader eines künstlich angelegten weit verzweigten Systems aus Gräben zur Entwässerung der landwirtschaftlich genutzten Felder zwischen Oberrad und Sachsenhausen. Er mündet nahe der Gerbermühle verrohrt in den Main. |
| Kelster                                   | Schwanheim, (Kelsterbach)                                                         | 1,6 km (3,1 km)                            | Die Quelle befindet sich in den Schwanheimer Wiesen. |
| Königsbach/ Luderbach                     | (Neu-Isenburg), Sachsenhausen-Süd, Niederrad                                      | 5,9 km (14,2 km)                           | Der Königsbach – auch Luderbach genannt – durchfließt den Jacobiweiher im Stadtwald und mündet an der Main-Neckar-Brücke in den Main. |
| Lachegraben (Griesheim)                   | Griesheim                                                                         | 2,6 km                                     | Der Griesheimer Lachegraben – nicht zu verwechseln mit dem Lachgraben oder dem Lachegraben in Eschersheim – beginnt in einer Kleingartenanlage, fließt dann parallel zur Taunus-Eisenbahn und wird ab der Mainzer Landstraße entlang der Grenze zum Industriepark Griesheim verrohrt in den Main geleitet. |
| Lachgraben                                | (Liederbach am Taunus), Zeilsheim, Unterliederbach, Zeilsheim, Sindlingen, Höchst | 5,5 km (6,6 km)                            | Der Lachgraben speist den Löschwasserteich vor der Jahrhunderthalle. Auf den letzten 1,5 km fließt er verrohrt durch den Industriepark Höchst. |
| Liederbach                                | (Königstein im Taunus, Kelkheim, Liederbach am Taunus), Unterliederbach, Höchst   | 5 km (21 km)                               | Am Südhang des Großen Feldberges entspringen die beiden Bäche Reichenbach und Rombach. Sie vereinigen sich in Königstein im Taunus zum Liederbach. Auf Frankfurter Stadtgebiet zieht sich der Liederbach durch Unterliederbach und Höchst. Beim Industriepark Höchst mündet der Liederbach bei Kilometer 24 in den Main. Sein Name steht synonym für einen rauschenden Bach. Der Ort Liederbach am Taunus erhielt so seinen Namen, ebenso der Frankfurter Stadtteil Unterliederbach.                         |
| Riedgraben/ Entengraben                   | (Maintal), Bergen-Enkheim, Seckbach, Bornheim, Ostend                             | 11,5 km (…)                                | Der Riedgraben speist den Riedteich im Naturschutzgebiet Enkheimer Ried, unterquert anschließend das angrenzende Wohngebiet verrohrt und tritt dann nochmal an die Oberfläche, bevor er ab dem Stadion am Bornheimer Hang durch die Kanalisation in den Osthafen geleitet wird. Auf einem kurzen Teilabschnitt im Naturschutzgebiet Seckbacher Ried wird der Riedgraben auch Entengraben genannt. Der Riedgraben benutzt die Trasse eines ehemaligen Main-Altarms.                                           |
| Schwarzbach                               | Schwanheim                                                                        | 1,2 km                                     | Die natürliche Quelle in der Bürostadt Niederrad ist seit den 30er Jahren trockengelegt, jedoch wurde der Bachlauf auf einem Teilstück im Goldsteinpark auf Initiative der Bürger im Jahr 2003 durch einen Brunnen wieder zum Leben erweckt. Er wird verrohrt in den Main geleitet. Der Mühlgraben der ehemaligen Schwarzbachmühle südlich des Schwarzbachs führt kein Wasser mehr. |
| Seckbacher Mühlbach/ Draisborngraben      | Seckbach                                                                          | 1 km                                       | Der auch Draisborngraben genannte Mühlbach wird aus mehreren Quellen am Westhang des Lohrbergs gebildet. Er trieb einst die Seckbacher Wassermühle an, deren Mühlsteine heute noch vor dem Haus Hintergasse 16 zu besichtigen sind. Er wird heute fast komplett verrohrt in das Naturschutzgebiet Seckbacher Ried geleitet. Die Quellen sind auf der Route des Quellenwanderweges im Frankfurter Grüngürtel zu besichtigen.                                                                                  |
| Welschgraben                              | (Kelkheim), Zeilsheim, Sindlingen, (Hattersheim am Main), Sindlingen              | 6,7 km (…)                                 | Der Welschgraben wird erstmals in Hofheim am Taunus sichtbar und führt auf Frankfurter Stadtgebiet durch Zeilsheim und Sindlingen. Er leitet Wasser von den Ausläufern des Taunus südlich des Klärwerkes in Sindlingen bei Flusskilometer 24,5 in den Main, führt jedoch die meiste Zeit des Jahres kein Wasser. So genannte Welschgräben bildeten ähnlich einer Landwehr die Grenze zu Siedlungsgebieten der Welschen = Hugenotten.                                                                         |
| Niddazuflüsse                             |                                                                                   |                                            | |
| Brunnengraben                             | Harheim                                                                           | 430 m                                      | Die Quelle wird Römerbrunnen genannt und weist auf die Ansiedlung von Römern hin. Archäologische Funde gehen sogar bis in die Jungsteinzeit zurück. Der Bach mündet zunächst in den Eschbach, der nach wenigen Metern in die Nidda mündet. |
| Dottenfeldgraben/ Laufgraben              | Sossenheim                                                                        | 1,6 km                                     | Der Dottenfeldgraben – auch Laufgraben genannt – ist ein künstlich angelegter Entwässerungsgraben für die feuchten Acker- und Wiesenflächen im Sossenheimer Unterfeld. Er führt ganzjährig Wasser. |
| Erlenbach                                 | (Bad Homburg vor der Höhe), Nieder-Erlenbach, (Bad Vilbel)                        | 3,4 km (30 km)                             | Der rund 30 Kilometer lange Erlenbach, früher von vielen Erlen gesäumt, entspringt nordöstlich des Passes Sandplacken im Hohen Taunus. Innerhalb des Frankfurter Stadtgebietes durchfließt er auf 3,4 Kilometern Länge Nieder-Erlenbach und mündet westlich von Bad Vilbel (Wetteraukreis) in die Nidda. Der Erlenbach birgt das Potenzial, bei Hochwasser gefährlich werden zu können. |
| Eschbach                                  | (Bad Homburg vor der Höhe), Nieder-Eschbach, Harheim                              | 5 km (…)                                   | Der bereits 1863 regulierte und ausgebaute Eschbach, der seinen Namen von den Eschen erhielt, die an seinem Ufer wuchsen, bildet sich aus dem Zusammenfluss mehrerer Quellen am Südhang des Hohen Taunus. Weitere Bäche des Taunus und der Taunengraben in Frankfurt münden in ihn ein. Auf Frankfurter Stadtgebiet fließt der Eschbach durch Nieder-Eschbach und mündet in Harheim auf der Höhe des Sportplatzes in die Nidda. Der Eschbach kann ebenso wie der Erlenbach bei Hochwasser gefährlich werden. |
| Eselsborngraben                           | Bergen-Enkheim, (Bad Vilbel)                                                      | … (3,1 km)                                 | Der Eselsborn entspringt auf dem Buchenhorster Hof in Bergen-Enkheim und bildet den Eselsborngraben. Das Gewässer mündet bei Bad Vilbel (Wetteraukreis), am Ortsende des Stadtteils Gronau, in die Nidda. |
| Kalbach                                   | (Oberursel), Kalbach-Riedberg, Bonames                                            | 3,6 km (5,4 km)                            | Der 5,4 Kilometer lange Kalbach entspringt am Südhang des Hohen Taunus. Auf Frankfurter Stadtgebiet durchfließt er Kalbach und Bonames. Er mündet in den westlichen Teil des Bonameser Altarmes der Nidda. |
| Mühlgraben (Eschbach)                     | Nieder-Eschbach                                                                   | 1 km                                       | Diente als Mühlgraben und zur Bewässerung einiger Felder. Wurde mit der Renaturierung des ableitenden Wehres trockengelegt. |
| Oberwiesengraben/ Lachegraben/ Flutgraben | (Bad Vilbel), Berkersheim, Preungesheim, Eckenheim, Frankfurter Berg, Eschersheim | 4 km (…)                                   | Der Oberwiesengraben – in Eckenheim Flutgraben und in Eschersheim Lachegraben genannt – ist ein teilweise verrohrtes Grabensystem, dass durch den Bau der Autobahn A 661 unterbrochen wurde und heute kaum noch Wasser führt. |
| Rohrborngraben                            | Niederursel                                                                       | 1 km                                       | Der Rohrborngraben ist Teil eines stark verzweigten Grabensystems im Naturschutzgebiet Riedwiesen und wird von der Bornfloß- und der Bonifatiusquelle gespeist. |
| Rödelheimer Mühlbach                      | Rödelheim                                                                         | 600 m                                      | Der Mühlbach diente als Wasserzulauf für die 1966 abgerissene Rödelheimer Mühle. Zusammen mit der Nidda bildet er eine Insel, auf der sich der Solmspark befindet. |
| Steinbach                                 | (Steinbach (Taunus)), Praunheim                                                   | 2,1 km (5,5 km)                            | |
| Sulzbach                                  | (Sulzbach (Taunus)), Sossenheim                                                   | 2,7 km (…)                                 | |
| Urselbach                                 | (Oberursel), Niederursel, Heddernheim                                             | 4,2 km (18,5 km)                           | |
| Westerbach                                | (Eschborn), Sossenheim, Rödelheim                                                 | 2,8 km (11,5 km)                           | |
| Wooggraben/ Ochsengraben                  | Ginnheim, Bockenheim                                                              | 3,4 km                                     | Wooggraben (Ginnheim) und Ochsengraben (Bockenheim) sind die letzten Überreste eines Grabensystems zur Entwässerung von Feldern und Wiesen in der Nidda-Aue. Der größte Teil ist heute verrohrt; die offenliegenden Gräben fallen häufig trocken. |

### Nidderzuflüsse
Der einstige Feldbach entsprang im Stadtteil Bergen-Enkheim am Berger Rücken und mündete bei Niederdorfelden in die Nidder. Die so genannte Muckeborn-Quelle nahe dem Stegweidhof ist inzwischen versiegt, jedoch ist der Bachlauf durch zahlreiche Kopfweiden, die entlang des Grabens stehen, weiterhin noch deutlich sichtbar. Einige imposante Bäume an der Stadtgrenze sind als Naturdenkmal geschützt. In niederschlagsreichen Zeiten dient der Feldbach als Entwässerungsgraben für die umliegenden Acker- und Wiesenflächen und führt somit noch gelegentlich Wasser.

### Rheinzuflüsse
Der Hengstbach – auch Gundbach und ab Mörfelden-Walldorf Schwarzbach genannt – entspringt südlich von Frankfurt zwischen Dreieich und Dietzenbach und fließt auf einer Strecke von nur 1,7 km südlich der Cargo City Süd durch das Stadtgebiet. Aus Zeppelinheim kommend verläuft er zunächst etwa 800 m parallel zur A 5 und dann durch den Gundwald, dem südlichsten Punkt Frankfurts. Dort passiert er die Stadtgrenze nach Mörfelden-Walldorf. Der Hengstbach hat eine Gesamtlänge von 40 km und mündet bei Ginsheim-Gustavsburg als einziges Gewässer Frankfurts nicht in den Main, sondern direkt in den Rhein.